# Jędrzej Kuczyński
Jędrzej Kuczyński (ur. 1924, zm. 1989) – polski inżynier budownictwa. Absolwent Politechniki Wrocławskiej. Od 1977 profesor na Wydziale Budownictwa Lądowego Politechniki Wrocławskiej.
W 1973 otrzymał nagrodę im. prof. Wacława Żenczykowskiego.